# 高見橋停留場
高見橋停留場（日语：／ Takamibashi teiryūjō */?），又稱高見橋電車站，是位於鹿兒島縣鹿兒島市中央町，鹿兒島市交通局（鹿兒島市電）第二期線的電車站。車站編號為N10。

## 歷史
- 1915年12月17日 - 鹿兒島電氣軌道設置此站。
- 1928年7月1日 - 鹿兒島市電氣局接管路線。
- 1933年1月 - 改組成為鹿兒島市交通課車站。
- 1956年5月10日 - 改組成為鹿兒島市交通局車站。

## 電車站構造
此電車站設有2面2線的相對式低地台月台。兩月台上設有電車接近顯示器和廣播系統。兩月台可讓輪椅人士上落，但是電動輪椅人士各由於月台寬度問題使不能使用此電車站。

### 運行系統
此電車站是第二期線電車站之一。■2系統會駛入此站。

## 使用狀況
| 1日上下車人次變化 | 1日上下車人次變化 |
| 年度              | 1日平均人次       |
| ----------------- | ----------------- |
| 2011年            | 716               |
| 2012年            | 732               |
| 2013年            | 734               |
| 2014年            | 719               |
| 2015年            | 740               |

## 電車站周邊
- AEON（日语：イオン九州）鹿兒島中央店(舊大榮鹿兒島中央店)
- 羅森 鹿兒島中央站前店(設有南日本銀行（日语：南日本銀行）ATM)
- 羅森 鹿兒島Amu Plaza前店(設有鹿兒島銀行ATM/舊Sunkus Amu Plaza前店)
- 鹿兒島東急Inn（日语：東急イン）
- 大成酒店附樓
- 加斯特羅夫酒店
- AIG Star生命（日语：AIGスター生命）鹿兒島大廈
- 割烹旅館「石原莊」
- 北九州予備校（日语：北九州予備校）鹿兒島校
- 鹿兒島縣立鶴丸高等學校
- Rayrole 鹿兒島店

## 相鄰電車站
鹿兒島市交通局
鹿兒島市電■2系統
加治屋町（N09）－高見橋（N10）－鹿兒島中央站前（N11）

## 注腳
1. ↑  国土数値情報(駅別乗降客数データ)  （页面存档备份，存于）（日語） - 國土交通省，2018年12月10日參閲

## 外部連結
- 鹿兒島市交通局 （页面存档备份，存于）（日語）